# Irezumi
Az irezumi (入れ墨, 入墨, 紋身, 刺花, 剳青, 黥 vagy 刺青) japán kifejezés arra a folyamatra utal, amikor a tintát a bőr alá juttatják, ezzel maradandó nyomot hagyva.
Maga a szó többféleképpen írható, a legsűrűbben használt a 入れ墨 vagy 入墨, ami szó szerint a tinta behelyezését jelenti. 紋身 (olvasd: bunsin) a "test díszítését", míg a 剳青 karakterek egy kicsit szentimentálisabban megfogalmazva a "maradni" vagy "megmaradni" és a "kék" vagy "zöld" szavakra utalnak.

## A japán tetoválások története
A spirituális és díszítő célzatú tetoválások múltja Japánban egészen a Dzsómon vagy paleolitikus korig (kb. Kr.e. 10000) nyúlik vissza. Egyes tudósok azt állították, hogy a korból származó figurák arcán és testén talált jellegzetes zsinórszerű minták a tetoválás akkori formái, ám ez az állítás korántsem volt egybehangzó.  Ennek ellenére valóban fellelhetünk hasonlóságokat ezen minták és egyes -a Dzsómon-korral egy időben létező - kultúrák tetoválási szokásai között.
Az ezt követő Jajoi-korban (kb. Kr.-e. 300 – Kr.u. 300) a Japánba látogató kínaiak megfigyelték és feljegyzéseket készítettek a tetoválásokról. Úgy hitték, ezek a motívumok spirituális erővel bírnak és státusszimbólumként is működnek.
A Kofun-korban (Kr.u. 300–600 ) negatív dolgok kezdtek kapcsolódni a tetoválás fogalmához. A rituális és státuszjelölés helyett a tetoválásszerű jelek büntetésként leginkább bűnözőkre kerültek.

### Ainu tetoválások
Az ainuk, Japán őslakosai a tetoválásokat díszítő és társadalmi eszközként használták. Ez azonban nem játszott szerepet az irezumi kifejlődésében.

## Japán tetoválások az Edo-korban
Az Edo-korig (Kr.u. 1600–1868 ) a tetoválások funkciója bizonytalan volt. Jórészt még mindig büntetésként használták, de itt-ott előfordultak dekoratív szándékkal is. Ennek ellenére ez volt az a kor, mikor a szimplán díszítésként készített és viselt tetoválás kultúrája egy művészeti ággá kezdett fejlődni.
Ez annak köszönhető, hogy az ún. fadúcos nyomtatás(lásd: ukijo-e)is fejlődött és kiadták a népszerű kínai novellát, a Szuikoden-t, egy történetet lázadásról és bátorságról, aminek illusztrációiban hősies férfiakat láthatunk, kiknek testét sárkányok és más mitikus lények, virágok, vad tigrisek és vallási alakok képei díszítették. A novella azonnali sikert aratott, és a kereslet az efféle tetoválások iránt jelentősen megnőtt.
A művészek akik eddig a fadúcos nyomtatással foglalkoztak, tetoválni kezdtek. Ehhez használt eszközeik többsége a fafaragáshoz használt dolgokból került ki, beleértve a karcoláshoz használt tűt, vésőt, és nem utolsósorban azt az egyedi tintát, amit Nara tintaként ismerünk, és a bőrbe tetoválva kékeszöldre változik. Tudományos vita folyik arról, hogy pontosan kik is voltak e tetoválások viselői. Egyes tudósok azt állítják, hogy az alacsonyabb osztályba tartozók hordták -és fitogtatták- őket, míg a másik oldal szerint a gazdag kereskedők -akik nem kérkedhettek vagyonukkal a törvény szerint- a ruhájuk alatt hordták a drága remekműveket. Bizonyos az is, hogy a tűzoltók is előszeretettel tetováltattak bátorságot szimbolizáló alakokat, egyfajta spirituális védelem eszközeként.

## Tetoválás a modern Japánban
A Meidzsi-kor elején a japán kormány meg akarta őrizni jó hírét és ugyanígy jó benyomást akart tenni a Nyugatra, ezért törvényen kívül helyezte a tetoválásokat, így azokra végleg ráragadt a bűnözés bélyege. Ennek ellenére sok külföldi érkezett Japánba, hogy tehetséges tetoválóművészek kezei közé kerülhessen, így a hagyományos tetoválás a "színfalak mögött" folytatódott. 1948-ban a megszálló erők legalizálták a tetoválásokat, de továbbra is megmaradt a bűnözőkhöz való asszociáció. A bűnözők alatt leginkább a jakuzát értjük, a közismert japán maffiát, és sok helyen (például nyilvános fürdők, edzőtermek, gyógyfürdők) a mai napig tiltják a tetoválással rendelkező vendégeket.
Annak ellenére, hogy nyugati hatásra a tetoválások a japán fiatalok körében is népszerűvé vált, a köztudatban még mindig egy rossz dologként szerepelnek. Az Egyesült Államokkal szemben Japánban még egy tetoválószalon keresése is nehéznek bizonyulhat, tekintve hogy ezeket rendszerint nagyon turista- és amerikai hadsereg-barát területekre teszik. Kunihiro Simada, a Japán Tetoválás Intézet elnöke azt nyilatkozta, hogy napjainkban a kormány elnyomásának köszönhetően körülbelül 300 tetoválóművész dolgozik Japánban.
Az országon belül a tetoválásoknak még politikai következményei is vannak. 2012-ben Toru Hasimoto, Oszaka miniszterelnöke egy kampányt indított, amiben arra buzdította a japán cégeket, hogy szabaduljanak meg tetoválásokkal rendelkező alkalmazottaiktól. Egy cikk ezt írta Hasimotóról: "Azon dolgozik, hogy beismerésre kényszerítse a dolgozókat, ha tetoválásuk van. Ha van nekik, távolítsák el, vagy keressenek munkát máshol."  Hasimotó nézetei gyorsan befogadásra találtak, sok nagyobb cég ugyanis már nélküle is "tetoválás-fóbiás" volt, így egyértelműen a miniszterelnök oldalára álltak.
A modern japán tetoválások hasonlóképpen készülnek, mint az európaiak. A tradicionális irezumival ellentétben, ahol a legtöbb tervezés, döntés a művészre marad, a vendég egy saját maga által választott mintát visz, vagy a szalonban helyben dönti el, hogy mit szeretne. Sok japán tetováló a tradicionális módszer mellett sok stílusban jártas, ezzel egy széles választási lehetőséget adva a kliensnek, a tribáltól kezdve a modern stílusokig. A modern tetoválások géppel készülnek, ahol a gépbe helyezik a tintát, van a tű hegyét mártják abba. A minőség, amit kiadnak a kezük közül, enyhén borsos áruk ellenére keresettek és csodálni valóak rengeteg ember számára. Annak ellenére, hogy milyen erős diszkriminációval szembesülnek a tetovált emberek Japánban, még mindig ez az egyik legjobb hely a világon, ha minőségi tetoválást szeretnénk.
Míg a modern tetoválások nagy része mechanikusan történik, az irezumit még mindig kézzel készítik, hagyományosan, kis véső-szerű eszközökkel. Azok a specialisták, akik az ősi tetoválások vonalát viszik tovább, leginkább Tokió-n kívül helyezkednek el. Az irezumi művelete fájdalmas, időigényes és drága: egy ún. body suit (a karokat, hátat, a lábak felső részét és a mellkast fedi, egy függőleges csíkban helyet hagyva a test közepén) akár 5 évbe is telhet, és milliókat is elkérhetnek érte. Japán egyik jelenleg legismertebb tetoválója Horijosi III. (a számból láthatjuk, hogy ő mestere nevét viseli.) Ő egy szintén legendás tetováló, Horijosi I. keze alatt kezdett tanulni, 25 éves korában. Új munkákat már nem készít, hanem kliensei jelenlegi tetoválásainak befejezésén dolgozik. Mielőtt tetoválóművész lett volna, a jakuza tagja volt. Ő ezt nyilatkozta a The Japan Times-nak : "A teremtmények amiket rajzolok, csak valaki bőrén kelnek életre. Éppen ezért nem mutatom be "művészetként" a terveimet. Csak szórakozásból rajzolok és hogy mintával tudjak szolgálni a klienseimnek, ha új dizájnt akarnak választani.  Az ábrázolt teremtmények elállítják a vendég lélegzetét ha egyszer a bőrére kerülnek - és ezután a kettő együtt, összhangban lélegzik. Az emberi történelem megváltoztatja a kinézetét az állatoknak és növényeknek amiket rajzolok és amikor az őket viselő ember meghal, ők velük halnak."

## A tetoválás folyamata
Ha valaki egy ilyesmi tetoválásra vágyik, lehet, hogy nem lesz könnyű dolga. A legtöbb tradicionális (és nem elsősorban kiváló) művész meglepően visszavonuló, nem reklámozza magát.
A művész évekig gyakornokként dolgozik egy mester szárnyai alatt. Az is előfordul, hogy egy fedél alatt élnek. Több évet tölthet takarítással, megfigyeléssel, az eszközök előkészítésével, és csak és kizárólag a saját bőrén gyakorolhat, mielőtt bármilyen klienst tetoválhatna. El kell sajátítania az egyedi árnyékolási technikákat, hogy hogyan tetováljon kézzel (értsd: gép nélkül) és kreálja meg a tetoválásokat, amiket a kliensek kérnek tőle. Legtöbbször művésznevét a mesterétől kapja, az esetek nagy többségében a "hori" (karcol, vés) szó szereplésével és a mester nevének egy részével (például Horijosi, Horibaku, Horikicune), de az sem ritka, hogy teljesen átveszi a mester nevét, és II. vagy III. stb. lesz.
Egy átfogó konzultáció után, amiben átbeszélik, hogy a kliens milyen mintákat kíván (legtöbbjük férfi, de nők is viselnek irezumi-t), megkezdik a körvonalak kidolgozását. Ez egy alkalommal történik, szabad kézzel (értsd: vázlat nélkül) és több órába is telhet. Miután kész a körvonal, a színezés és árnyalás hetente történik, amikor a kliens pénztárcája is engedi. Amikor elkészül az egész, a művész "aláírja" művét egy erre szánt helyre, legtöbbször valahol a háton.
A hagyományos tetoválások viselői aligha engedhetnek meg maguknak mást. Titokban tartják sokszor elképesztően kidolgozott tetoválásaikat, mivel a japán társadalom még mindig a bűnözés szimbólumaként látja a test efféle díszítését. A sors iróniája, hogy rengeteg yakuza és más bűnözők pont ebből az okból kifolyólag kerülik a tetoválásokat.

## Japán tetoválás szótár
- Irezumi (入れ墨, 入墨, 文身 (bunsin), 剳青, 黥 or 刺青): tetoválás (főnév v. ige).
- Horimono (彫り物, 彫物, szó szerint: karcolat, véset): egy másik szóhasználat a tradicionális tetoválásokra.
- Horisi (彫り師, 彫物師): tetoválóművész.
- Bokukei, bokkei (墨刑): tetoválás büntetésként.
- Tebori (手彫り, szó szerint: kézzel vésni): a kézzel való tetoválás technikája.
- Cuki-bori (突き彫り): Kézzel való tetoválási technika, kisebb szúró mozdulatokat alkalmazva.
- Kakusibori (隠し彫り, szó szerint: rejtett véset): a hónalj és más testhajlatok, "rejtett" testrészek körüli tetoválás. A tetoválásba rejtett szavakat is jelenheti.
- Kebori (毛彫り): a finomabb vonalak, vagy a testre tetovált karakterek hajának tetoválása.
- Szudzsibori (筋彫り): A tetoválás körvonala.
- Sakki: a tű hangja, amikor a bőrbe szúrják.
- Irebokuro (入れ黒子): az ire v. ireru szóból, ami behelyezést jelent, és bokuro v. hokuro, egy szépségpötty.
- Jobori: "Jo" (Európai) tetoválási folyamat. Japán-angol szleng a géppel való tetoválásra utalva.
- Szumi (墨): A tetováláshoz használt tinta, hagyományosan a gyakornok keveri.
- Hikae: Tetoválás a mellkas felületén.
- Nagaszode (長袖): Tetoválás karon a csuklóig.
- Sicsibu (七分): a teljes kart befedő tetoválás azon elkészült fele, ami a válltól az alkarig ér.
- Gobu (五分): a teljes kart befedő tetoválás azon elkészült fele, ami a csuklótól a könyök fölé ér.

## Motívumok

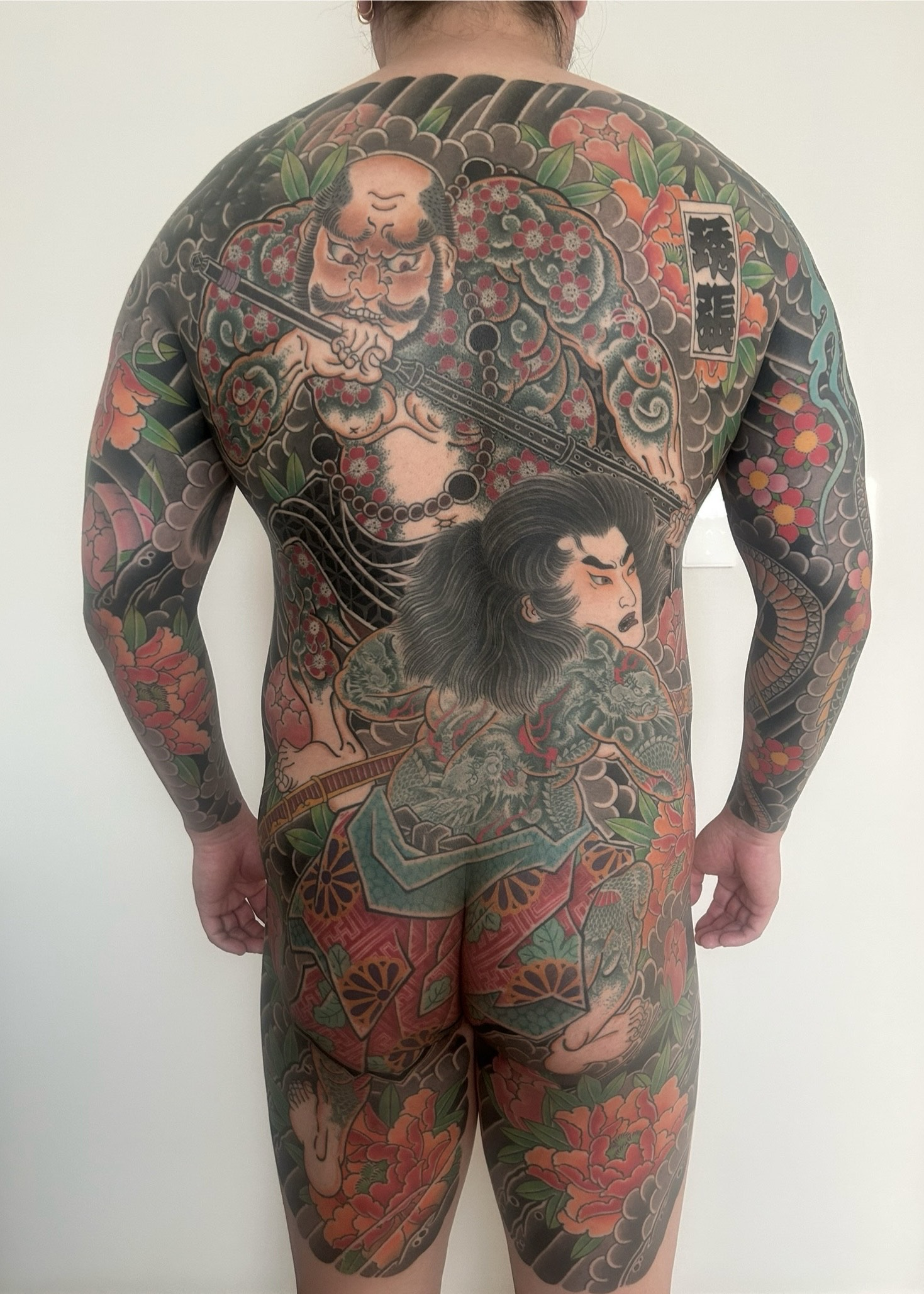
Motívum Suikoden

Néhány népszerű alak, amiket felhasználnak a tetoválásokhoz:
- Mitológiai szörnyek: sárkányok, kirin (sárkány és unikornis keveréke), komainu (oroszlán-kutya), főnixek)
- állatok: madarak, koi halak, tigrisek, kígyók
- virágok: cseresznyevirág, lótuszvirág, krizantém
- más növények: bambusz, juharfalevél
- folklór és irodalmi karakterek, például a szuikoden-ből képek a "lebegő világ"-ból, ukijo-e nyomatok által inspirált gésák, szamurájok, buddhák és buddhista istenségek, mint például kannon sintó kamik (istenségek), mint például tengu
- hátterek: felhők, hullámok.

## Fordítás
- Ez a szócikk részben vagy egészben  az   Irezumi című angol Wikipédia-szócikk fordításán alapul.  Az eredeti cikk szerkesztőit annak laptörténete sorolja fel. Ez a jelzés csupán a megfogalmazás eredetét és a szerzői jogokat jelzi, nem szolgál a cikkben szereplő információk forrásmegjelöléseként.